# 5–9 High Street (Annan)

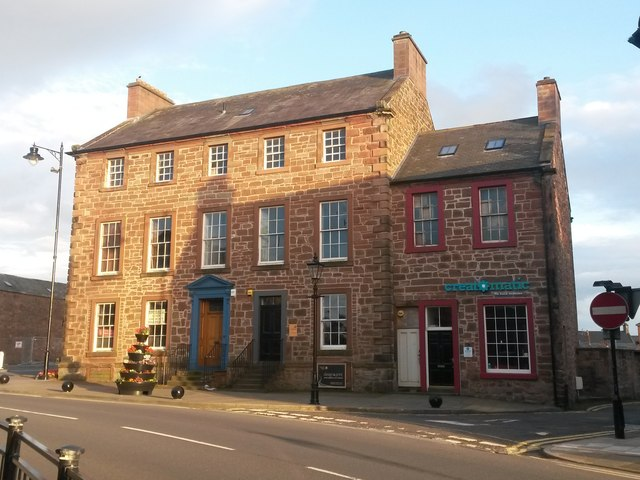
5-9 High Street

Unter der Adresse 5–9 High Street in der schottischen Stadt Annan in der Council Area Dumfries and Galloway befindet sich ein Wohngebäude. 1971 wurde das Bauwerk in die schottischen Denkmallisten zunächst in der Kategorie B aufgenommen. Die Hochstufung in die höchste Denkmalkategorie A erfolgte 1988.

## Geschichte
Das Gebäude wurde in der Mitte des 18. Jahrhunderts erbaut. In den 1790er Jahren erwarb es der Burgh und richtete darin eine höhere Schule ein. In dieser wurden unter anderem Edward Irving und Thomas Carlyle ausgebildet. Im Jahre 1820 wurde die Schule in einem Neubau untergebracht und dieser Standort geschlossen. James Little, Solicitor und Provost von Annan, baute das Gebäude zu einem Wohngebäude um. 1997 wurde das Gebäude in das Register gefährdeter denkmalgeschützter Bauwerke in Schottland aufgenommen. Es stand über einen längeren Zeitraum leer, wodurch eine Verschlechterung des Gesamtzustands eingetreten war. Nachdem verschiedene Pläne zur Restaurierung und Nachnutzung entwickelt worden waren, wurde das Gebäude 2010 verkauft und mit der Restaurierung begonnen. Die Listung wurde später aufgehoben, was für eine abgeschlossene Restaurierung spricht.

## Beschreibung
Das klassizistische, dreistöckige Gebäude liegt am Westrand der Kleinstadt an der High Street, einer der Hauptverkehrsstraßen. Ein kurzes Stück westlich führt eine Brücke über den Annan. Die nordexponierte Frontseite ist fünf Achsen weit. Das Mauerwerk besteht aus Bruchstein, wobei die Gebäudekanten mit rustizierten Ecksteinen abgesetzt sind. Der mittige Eingangsbereich mit Architrav und schlichtem Dreiecksgiebel ist über eine kurze Vortreppe zugänglich. Die hölzerne Türe ist mit einem Kämpferfenster gestaltet. Rechts befindet sich eine weitere Eingangstüre, die durch Umbau eines Fenster möglicherweise im früheren 19. Jahrhundert eingesetzt wurde. Unterhalb des schiefergedeckten Satteldachs verläuft ein Kranzgesimse. Die Gebäuderückseite ist drei Achsen weit. An der Westseite schließt sich ein zweistöckiger Anbau an.